# Фридлендер, Лиз
Лиз Фридлендер (англ. Liz Friedlander) — американский режиссёр, клипмейкер и телевизионный продюсер.
Родом из Нью-Йорка, Фридлендер переехала в Пенсильванию, где училась в Университете Карнеги — Меллона. Потом она уехала в Лос-Анджелес, где училась в Калифорнийском университете в Санта-Крузе, позже — в UCLA School of Theater, Film and Television.
С середины 1990-х Фридлендер сняла множество видеоклипов для таких исполнителей, как Аланис Мориссетт, U2, Megatech, Аврил Лавин, Джон Мейер, Селин Дион, R.E.M. и многих других. В 2006 году она сняла свой первый художественный фильм Держи ритм с Антонио Бандерасом в главной роли. С 2008 года она являлась режиссёром телесериалов, среди которых «Дневники вампира», «Холм одного дерева», «Привилегированные», «Милые обманщицы», «90210: Новое поколение», «Мелроуз Плейс», «Тайный круг» и «Outlaw».

## Музыкальные видеоклипы

### 1996
- Аланис Мориссетт — «You Learn»
- Maxwell — «Ascension (Don’t Ever Wonder)»
- Leah Andreone — «It’s Alright, It’s OK»
- Babyface при участии Мэрайи Кэри & Kenny G — «Every Time I Close My Eyes»

### 1997
- Billy Lawrence при участии MC Lyte — «Come On»
- Porno for Pyros — «Hard Charger» (credited as Alan Smithee)
- Megadeth — «Trust»
- Chantal Kreviazuk — «Surrounded» (version 2)
- Alana Davis — «32 Flavors»

### 1998
- G. Love & Special Sauce — «I-76»
- Steve Poltz — «Silver Lining»
- Harvey Danger — «Flagpole Sitta»
- Save Ferris — «The World Is New»

### 1999
- Paula Cole — «I Believe in Love»
- Duncan Sheik — «That Says It All»
- Seal — «Lost My Faith»
- Taxiride — «Get Set» (version 1)
- Shawn Mullins — «What Is Life?»
- Janice Robinson — «Nothing I Would Change»
- Селин Дион — «That’s the Way It Is»
- R.E.M. — «The Great Beyond»

### 2000
- Селин Дион — «If Walls Could Talk»
- k.d. lang — «Summerfling»
- blink-182 — «Adam’s Song»
- Tracy Bonham — «Behind Every Good Woman»
- Nine Days — «Absolutely (Story of a Girl)»
- Селин Дион — «I Want You to Need Me» (version 2)
- Deftones — «Change (In the House of Flies)»
- Dido — «Here with Me» (version 2)
- 3 Doors Down — «Loser»

### 2001
- Tantric — «Mourning»
- 3 Doors Down — «Be Like That»
- U2 — Walk On" (version 1)
- The Wallflowers — «Letters From the Wasteland»
- Мишель Бранч — «Everywhere»
- Blaque — «Can't Get It Back»
- Анастейша — «Paid My Dues»
- Натали Мерчант — «Just Can’t Last»

### 2002
- Мишель Бранч — «All You Wanted»
- Faithless при участии Dido — «One Step Too Far»
- Meshell Ndegeocello — «Pocketbook»
- Дженнифер Лав Хьюитт — «BareNaked»
- Дженнифер Лав Хьюитт — «Can I Go Now»

### 2003
- Counting Crows при участии Ванессы Карлтон — «Big Yellow Taxi»
- Аврил Лавин — «Losing Grip»
- Келли Кларскон — «Miss Independent»
- Лиэнн Раймс — «We Can»
- Simple Plan — «Perfect»

### 2004
- Аврил Лавин — «Don’t Tell Me»
- Toby Lightman — «Devils and Angels»
- The Calling — «Our Lives»
- Эшли Симпсон — «Shadow»
- Аланис Мориссетт — «Eight Easy Steps»

### 2005
- Джосс Стоун — «Right to Be Wrong»

### 2006
- Джон Мейер — «Waiting on the World to Change» (version 1)
- +44 — «When Your Heart Stops Beating»

### 2007
- Colbie Caillat — «Bubbly»

### 2008
- Джессика Симпсон — «Come On Over»